# Picicnemidocoptes laevis
Picicnemidocoptes laevis är en spindeldjursart som först beskrevs av Louis-Joseph Alcide Railliet 1885.  Picicnemidocoptes laevis ingår i släktet Picicnemidocoptes och familjen Knemidokoptidae. Inga underarter finns listade i Catalogue of Life.